# Spaceman (personaggio)
Spaceman (スーパージャイアンツ?, Sūpā Jaiantsu, lett. "Super Gigante"; noto anche come 鋼鉄の巨人?, Kōtetsu no Kyojin, lett. "Gigante d'acciaio") è un supereroe extraterrestre immaginario, interpretato da Ken Utsui, protagonista di una serie di film giapponese composta da 9 cortometraggi di genere fantascientifico, distribuiti tra il 1957 e il 1959. Spaceman è il nome con cui questo personaggio è conosciuto in Italia e Francia, mentre negli Stati Uniti è conosciuto con i nomi di Super Giant e Starman.
La saga cinematografica di cui è protagonista il supereroe è conosciuta con il titolo originale di Sūpā Jaiantsu e i 9 film che la compongono non sono stati distribuiti nel loro formato originale in Francia, Italia e Stati Uniti, ma unicamente in condensati. In Italia ne sono arrivati tre, distribuiti nei cinema nel 1958, mentre negli Stati Uniti ne sono giunti quattro, programmati come film per la televisione tra il 1964 e il 1965.

## Storia
Il primo supereroe giapponese kamishibai appare nel 1930 con il nome di Ōgon Batto (黄金バット? lett. "Pipistrello dorato"), protagonista di manga, film e serie televisive e giunto inizialmente in Italia come Diavolik, nel film del 1966 diretto da Hajime Satô Il ritorno di Diavolik (Ôgon batto), diviene poi noto come Fantaman grazie all'anime omonimo. Sūpā Jaiantsu è invece il primo supereroe extraterrestre dotato di superpoteri e risposta giapponese al Superman statunitense, modello per molti supereroi giapponesi a venire, in particolare Ultraman e Kamen Rider.
Il nome Sūpā Jaiantsu si traduce con "Super Gigante" e deriva dal titolo con cui venne trasmessa all'epoca in Giappone la serie televisiva statunitense Adventures of Superman.
Il personaggio è stato interpretato nei film dall'attore Ken Utsui. Utsui ha dichiarato di detestare il ruolo di Sūpā Jaiantsu e fino alla propria morte ha sempre rifiutato di parlare del personaggio. Questo è in parte dovuto all'imbarazzante costume che era costretto a indossare, specialmente perché veniva imbottito nell'area inguinale, così da farlo apparire come "superdotato", in base alla convinzione dei produttori che il pubblico femminile fosse attratto da uomini con tale particolare esagerato della loro anatomia.

## Il personaggio
Spaceman è un umanoide inviato sulla Terra dal consiglio di pace del pianeta Emerald, per combattere il male e restaurare la pace nell'universo.
Il supereroe ha l'aspetto di un uomo giapponese e indossa una tutina atillata di colore bianco, con una antenna sul cappuccio. È virtualmente indistruttibile e indossa al polso un "Globe-Meter" che gli permette di volare nello spazio, individuare ogni tipo di radiazione, parlare e comprendere ogni forma di linguaggio. Può usarlo anche per mascherarsi da terrestre passando così inosservato.
Quando viene inviato sulla Terra per combattere le forze del male, indossa un completo e un cappello che lo fanno sembrare un detective, ma sempre usando il nome Sūpā Jaiantsu. La sua identità segreta non è così segreta dal momento che collabora con le autorità giapponesi per sventare ogni minaccia malvagia. È dotato dei suoi poteri anche in abiti civili e si adopera spesso per salvare i bambini dai pericoli, poiché rappresentano il futuro della Terra.
Una volta espletato il compito per il quale è stato inviato sulla Terra, Spaceman ritorna al suo pianeta di origine Emerald.

## Serie di film
Sūpā Jaiantsu è protagonista di una serie di nove cortometraggi. I primi sei, diretti da Teruo Ishii, mettono in scena tre storie raggruppate a due a due. Gli ultimi tre film sono invece costituiti da tre storie autoconclusive.

### Sūpā JaiantsueZoku Sūpā Jaiantsu
Nei primi due cortometraggi Sūpā Jaiantsu (スーパー・ジャイアンツ 鋼鉄の巨人?), distribuito il 30 luglio 1957 e Zoku Sūpā Jaiantsu ('続スーパー・ジャイアンツ 続鋼鉄の巨人?), distribuito il 13 agosto 1957, diretti da Teruo Ishii, Sūpā Jaiantsu arriva sulla Terra per combattere un gruppo di terroristi che minaccia di distruggere il Giappone e l'intero mondo, con delle armi atomiche.

### Sūpā Jaiantsu - Chikyū Metsubō SunzeneSūpā Jaiantsu - Kaiseijin no Majō
Nel terzo e quarto episodio, Sūpā Jaiantsu - Chikyū Metsubō Sunzen (スーパー・ジャイアンツ 怪星人の魔城?), distribuito il 1º ottobre 1957 e Sūpā Jaiantsu - Kaiseijin no Majō (スーパー・ジャイアンツ 地球滅亡寸前?), distribuito l'8 ottobre 1957, entrambi diretti da Teruo Ishii, Sūpā Jaiantsu deve fermare i rettiliani Kapia-Seijin che tentano di invadere la Terra, inviando una strega misteriosa e tentando di alterare la rotazione del pianeta.

### Sūpā Jaiantsu - Jinkō Eisei to Jinrui no HametsueSūpā Jaiantsu - Uchūtei to Jinkō Eisei no Gekitotsu
Nel quinto e sesto episodio, Sūpā Jaiantsu - Jinkō Eisei to Jinrui no Hametsu (スーパー・ジャイアンツ 人工衛星と人類の破滅?), distribuito il 28 dicembre 1957 e Sūpā Jaiantsu - Uchūtei to Jinkō Eisei no Gekitotsu (スーパー・ジャイアンツ 宇宙艇と人工衛星の激突?), distribuito il 3 gennaio 1958, entrambi diretti da Teruo Ishii, Sūpā Jaiantsu deve contrastare un gruppo paramilitare nazista che minaccia di distruggere le città della Terra da enormi satelliti posti in orbita geostazionaria, con delle potentissime armi in grado di colpire la superficie del pianeta da quella distanza.

### Sūpā Jaiantsu - Uchū Kaijin Shutsugen
Nel settimo episodio Sūpā Jaiantsu - Uchū Kaijin Shutsugen (スーパー・ジャイアンツ 宇宙怪人出現?), distribuito il 29 aprile 1958, diretto da Akira Mitsuwa, il supereroe combatte contro una creatura aliena a forma di cervello creata da uno scienziato pazzo coadiuvato da un gruppo di perfidi alieni.

### Zoku Sūpā Jaiantsu - Akuma no Keshin
Nell'ottavo episodio, Zoku Sūpā Jaiantsu - Akuma no Keshin (続スーパー・ジャイアンツ 悪魔の化身?), distribuito il 27 marzo 1959, diretto da Chogi Akasaka, il supereroe alieno deve combattere contro uno scienziato pazzo, sfigurato nel corso della seconda guerra mondiale, che ha resuscitato la propria figlia deceduta, grazie alla scienza e alla magia, trasformandola in una strega assassina che uccide le donne.

### Zoku Sūpā Jaiantsu - Dokuga Ōkoku
Nel nono episodio, Zoku Sūpā Jaiantsu - Dokuga Ōkoku (続スーパー・ジャイアンツ 毒蛾王国?), distribuito il 24 aprile 1959, diretto da Chogi Akasaka, il supereroe deve combattere un gruppo di terroristi arabi (vestiti come gli alieni visti in Sūpā Jaiantsu - Uchū Kaijin Shutsugen) che pianificano di assassinare il re del loro stato per appropriarsi del tesoro reale.

## Adattamenti
In Francia e Italia sono giunti nei cinema degli adattamenti francesi che hanno condensato i primi sei episodi in tre film, conosciuti in Italia con i titoli: Gli invasori della base spaziale a.k.a. L’invincibile Spaceman (1957), Spaceman contro i vampiri dello spazio (1957) e I satelliti contro la Terra (1958).
Negli Stati Uniti i diritti di sfruttamento della serie vennero acquistati dalla Walter Manley Enterprises che, congiuntamente alla Medallion Films, condensò i nove cortometraggi che componevano la saga in quattro film per la televisiione trasmessi tra il 1964 e il 1965. I primi sei cortometraggi originali vennero tagliati e uniti a due a due in tre film: Atomic Rulers of the World, Invaders from Space e Attack from Space. Gli ultimi tre cortometraggi originali vennero brutalmente rimontati e uniti nel film Evil Brain from Outer Space. Il doppiaggio venne eseguito dai Titra Studios di New York, utilizzando doppiatori attivi nel doppiaggio di film in quegli anni, compreso Peter Fernandez. La colonna sonora originale venne per la maggior parte sostituita con library music.

## Fumetti
Verso la fine della distribuzione nei cinema della serie di film, venne prodotto un adattamento in manga delle avvendure di Sûpâ Jaiantsu per opera di fumettisti come Tatsuo Yoshida e Jiro Kuwata.

## Filmografia

### Originali giapponesi
- Sûpâ Jaiantsu, regia di Teruo Ishii (1957)
- Zoku Sūpā Jaiantsu, regia di Teruo Ishii (1957)
- Sūpā Jaiantsu - Kaiseijin no Majō, regia di Teruo Ishii (1957)
- Sūpā Jaiantsu - Chikyū Metsubō Sunzen, regia di Teruo Ishii (1957)
- Sūpā Jaiantsu - Jinkō Eisei to Jinrui no Hametsu, regia di Teruo Ishii (1957)
- Sūpā Jaiantsu - Uchūtei to Jinkō Eisei no Gekitotsu, regia di Teruo Ishii (1958)
- Sūpā Jaiantsu - Uchū Kaijin Shutsugen, regia di Akira Mitsuwa (1958)
- Zoku Sūpā Jaiantsu - Akuma no Keshin, regia di Chogi Akasaka (1959)
- Zoku Sūpā Jaiantsu - Dokuga Ōkoku, regia di Chogi Akasaka (1959).

### Condensati franco-italiani
- Gli invasori della base spaziale o L’invincibile Spaceman (1957), condensato degli episodi 1 e 2
- Spaceman contro i vampiri dello spazio (1957), condensato degli episodi 3 e 4
- I satelliti contro la Terra (1958), condensato degli episodi 5 e 6

### Condensati statunitensi
- Atomic Rulers of the Worlds (1964), condensato degli episodi 1 e 2
- Invaders from Space (1964), condensato degli episodi 3 e 4
- Attack from Space (1964), condensato degli episodi 5 e 6
- Evil Brain from Outer Space (1964), condensato degli episodi 7, 8 e 9